# Фріц Конрад
Генріх Фрідріх «Фріц» Конрад (нім. Heinrich Friedrich "Fritz" Conrad; 18 квітня 1883, Шведт — 1 січня 1944, Грайфсвальд) — німецький військово-морський діяч, доктор філософії, контрадмірал крігсмаріне (1 лютого 1941).

## Біографія
10 квітня 1901 року вступив у ВМФ кадетом. У 1901-02 року пройшов підготовку на навчальному кораблі «Мольтке». Закінчив військово-морське училище (1903) зі спеціальним курсом. 1 жовтня 1903 року призначений на лінкор «Імператор Карл Великий», 14 грудня 1903 року — на лінкор «Мекленбург». З жовтня 1904 року служив у 2-му торпедному дивізіоні, потім на крейсері «Мюнхен». З 1908 року займав в основному штабні та адміністративні посади. Учасник Першої світової війни. З 1 листопада 1914 року — командир 3-ї морської саперної роти в складі Морського корпусу «Фландрія», з 20 березня 1917 року — командир 3-го батальйону 3-го морського полку, з 11 червня 1917 року — командир 3-го морського саперного батальйону, одночасно командувач саперами Морського корпусу. 1 листопада 1918 року переведений інспектором з підводного флоту у військово-морську станцію «Остзе». З 7 січня 1919 року — директор гідрографічних курсів. У 1919-24 роках командував різними гідрографічними суднами. З 21 вересня 1926 року — командир крейсера «Німфа», з 30 вересня 1928 року — комендант фортеці Свінемюнде. 27 вересня 1931 року вийшов у відставку. В якості консультанта залучений до роботи гідрологічної служби ОКМ. 2 листопада 1939 року прийнятий на службу і призначений начальником гідрологічної служби ОКМ і шефом морської служби погоди. Залишався на чолі цих служб до самої смерті. Помер внаслідок короткої, але важкої хвороби.

## Нагороди
- Орден Корони (Пруссія) 4-го класу (11 березня 1911)
- Залізний хрест
  - 2-го класу (23 грудня 1914)
  - 1-го класу (25 січня 1915)
- Ганзейський Хрест (Гамбург; 18 січня 1918)
- Військовий Хрест Фрідріха-Августа (Ольденбург) 2-го (із застібкою «Перед ворогом») і 1-го класу (19 квітня 1918) — отримав 2 нагороди одночасно.
- Королівський орден дому Гогенцоллернів, лицарський хрест з мечами (4 жовтня 1917)
- Морський нагрудний знак «За поранення» в чорному (31 грудня 1919)
- Хрест «За вислугу років» (Пруссія) (25 років)
- Фландрійський хрест
- Орден Меча, командорський хрест (Швеція; 12 квітня 1930)
- Орден морських заслуг (Іспанія) 3-го класу, білий дивізіон (11 вересня 1930)
- Почесний хрест ветерана війни з мечами (2 серпня 1935)
- Хрест Воєнних заслуг
  - 2-го класу з мечами (30 січня 1941)
  - 1-го класу з мечами (30 січня 1942)

## Вшанування пам'яті
На честь адмірала названий астероїд 1528 Конрада.